# Josef Stibitz
Josef Stibitz (16. března 1842 – 7. ledna 1887 Křešice) byl rakouský a český politik německé národnosti, v 2. polovině 19. století poslanec Českého zemského sněmu a Říšské rady.

## Biografie
Profesí byl sedlákem v Křešicích. Jeho statek patřil mezi nejvýznamnější v regionu. V domovské obci působil jako starosta. V roce 1886 se stal okresním starostou v Litoměřicích.
V 70. letech 19. století se zapojil i do zemské politiky. Ve volbách v roce 1878 byl zvolen na Český zemský sněm za kurii venkovských obcí (obvod Litoměřice – Lovosice – Úštěk). Uvádí se jako nezávislý německý kandidát, který porazil kandidáta takzvané německé Ústavní strany. Mandát obhájil ve volbách v roce 1883. Poslancem Českého zemského sněmu byl do roku 1886, kdy rezignoval.
Zasedal také v Říšské radě (celostátní zákonodárný sbor), kam byl zvolen ve volbách do Říšské rady roku 1879 za kurii venkovských obcí v obvodu Litoměřice, Štětí, Ústí atd. Mandát ve vídeňském parlamentu obhájil ve volbách do Říšské rady roku 1885. Zde zasedal do své smrti, pak ho nahradil Franz Bienert.
Profiloval se jako německý liberál (tzv. Ústavní strana). V říjnu 1879 je zmiňován na Říšské radě coby člen mladoněmeckého Klubu sjednocené Pokrokové strany (Club der vereinigten Fortschrittspartei).
Zemřel v lednu 1887 na mozkové ochrnutí. Ještě několik dní před smrtí přitom předsedal zasedání okresního zastupitelstva v Litoměřicích. Měl sedm dětí.